# Tajo de Ronda
El tajo de Ronda es un desfiladero sobre el que se sitúa la ciudad homónima de la provincia de Málaga, en España. Fue declarado Monumento Natural de Andalucía en 2019.

## Descripción
Tiene una superficie de 47,5 ha aproximadamente y una garganta excavada por el río Guadalevín de 500 m de longitud y 100 m de profundidad. Su anchura es de 50 m y presenta un gran escarpe que se abre hacia "La Caldera", hondonada de forma circular.
La Caldera está cubierta por matorral disperso, que también aparece colgado en el escarpe y al borde de la cornisa. Entre la fauna que lo habita destacan los córvidos, los vencejos y las palomas, así como especies de rapaces como el cernícalo vulgar y el halcón peregrino.
Se ha referido que este desfiladero fue escenario del arrojamiento de 512 prisioneros derechistas, incluyendo a mujeres, a manos de las juventudes de la FAI. Estos llegaron a Ronda en tres camiones, armados, exigiendo la entrega de los prisioneros con el propósito de llevar a cabo su masacre. Los miembros de la FAI responsables de esta atrocidad eran comúnmente denominados 'incontrolados' y tildados de terroristas. Esta organización tenía un historial de llevar a cabo fusilamientos no autorizados y acciones violentas en la zona. Sin embargo, tanto la documentación obrante en la Causa General como recientes estudios universitarios desmienten este morboso episodio asociado al Tajo de Ronda, tratándose de un falso mito difundido a raíz de un comentario en un artículo de Gerald Brenan en 1976, que creyó el comentario radiado del general Quipo de Llano el 19 de septiembre de 1936 y que difundió la prensa nacionalista mucho antes de que se conociera el verdadero censo de víctimas.